# Pessano con Bornago
Pessano con Bornago är en ort och kommun i storstadsregionen Milano, innan 31 december 2014 i provinsen Milano, i regionen Lombardiet i Italien. Kommunen hade 9 053 invånare (2018).